# UMFPACK
UMFPACK (Unsymmetric MultiFrontal PACKage) ist eine in ANSI C geschriebene Programmbibliothek zum Lösen von unsymmetrischen dünnbesetzten linearen Gleichungssystemen mit Hilfe der unsymmetrischen MultiFrontal-Methode. Elementare Operationen der linearen Algebra werden von UMFPACK mittels einer Implementierung der BLAS-Softwarebibliothek ausgeführt.

## Hintergründe
UMFPACK ist Teil von SuiteSparse, das Pakete zu dünnbesetzten Matrizen enthält, die Tim Davis programmiert hat oder zu denen er beigetragen hat.
Matlab verwendet UMFPACK als Standardlösungsverfahren für dünnbesetzte Matrizen.

## Lizenz
Die Lizenz von UMFPACK hat sich in den letzten zwei Jahren von einer BSD-Lizenz zu einer LGPL und schließlich in Version 5.2 zu einer GPL-Lizenz verändert. Einige Versionen der Software wurden rückwirkend unter die LGPL gestellt, so dass im Netz verschieden lizenzierte Versionen gefunden werden können.